# کریستوف لانن
کریستوف لانن (انگلیسی: Christoph Langen؛ زادهٔ ۲۷ مارس ۱۹۶۲) ورزشکار بابسلد اهل آلمان بود.
وی در مسابقات کشوری و بین‌المللی در مجموع برندهٔ ۲۳ مدال طلا، ۶ مدال نقره، ۲ مدال برنز شده‌است.